# Claude Sallier
Claude Sallier, né le 4 avril 1685 à Saulieu et mort le 6 septembre 1761 à Paris, est un homme d'Église et philologue français, professeur d’hébreu au Collège royal et garde des imprimés de la Bibliothèque du roi.

## Sa vie et son œuvre
Il fait ses études dans sa ville natale où, passionné de livres et d'érudition, il fonde une bibliothèque pour combler les lacunes dans la sienne. Il apprend le grec, le latin, le syriaque, l’hébreu, l’italien, l’espagnol et l’anglais. Venu à Paris, il entre à l'Académie des inscriptions et belles-lettres en 1715. Il devient professeur d’hébreu au Collège royal en 1719 et garde des imprimés de la Bibliothèque du roi de 1726 à 1761. Il est élu membre de l'Académie française en 1729.
Claude Sallier contribue à l'Académie des inscriptions de nombreux mémoires dont le contenu est débattu aussi bien en France et qu'à l'étranger et parmi lesquels on trouve notamment un Discours sur l’origine et sur le caractère de la parodie et un Discours sur la perspective de l'ancienne peinture ou sculpture.
Mais c'est en tant que bibliothécaire du roi qu'il se fait principalement remarquer. Il rédige les catalogues de la bibliothèque et découvre parmi les manuscrits les poèmes de Charles d'Orléans dont il communique l'existence à l'Académie française en 1734. Surtout, il s'acquiert une réputation de « bibliothécaire modèle, d'un zèle et d'une exactitude admirables, toujours prévenant et poli envers le public, toujours disposé à fournir des renseignements aux gens de lettres, à faciliter leurs recherches, à leur faire part de ses immenses connaissances. » Diderot et d'Alembert lui rendent cet hommage : « Nous sommes principalement sensibles aux obligations que nous avons à M. l'abbé Sallier, Garde de la Bibliotheque du Roi : il nous a permis, avec cette politesse qui lui est naturelle, & qu'animoit encore le plaisir de favoriser une grande entreprise, de choisir dans le riche fonds dont il est dépositaire, tout ce qui pouvoit répandre de la lumiere ou des agrémens sur notre Encyclopédie. » Et Jean-Jacques Rousseau écrit : « M. l'Abbé Sallier me fournissait, de la Bibliothèque du Roi, les livres et manuscrits dont j'avais besoin, et souvent je tirais, de ses entretiens, des lumières plus sûres que de mes recherches. Je crois devoir à la mémoire de cet honnête et savant homme un tribut de reconnaissance que tous les gens de lettres qu'il a pu servir partageront sûrement avec moi. »

## Sallier et l'Europe
Dans l'Europe des Lumières, le rayonnement culturel de la France faisait alors de la Bibliothèque du roi à Paris un « phare » dont Claude Sallier fut l'un des gardiens pendant quarante ans. Ce rôle lui valut un échange considérable de correspondances et de livres avec les savants de l'Angleterre, de la Hollande, la Prusse, la Pologne, la Suède, la Russie, la Suisse et l'Espagne. Il est élu membre de la Royal Society de Londres le 10 mai 1744, de l'Académie royale de Berlin en 1746, et il est correspondant de la Société royale de Stockholm et de la Société royale de Madrid.
Il fit un grand nombre de conférences et de communications sur les Anciens : Platon, Plutarque, Sophocle, Cicéron ; sur les poètes : Charles d'Orléans, Christine de Pisan ; sur la sculpture et la peinture, et même sur les horloges anciennes. Il fréquentait les salons littéraires et y côtoyait l'élite intellectuelle : Rousseau, Diderot, Voltaire, Duclos, Piron, Buffon, La Condamine, Réaumur. En plus de ces activités, il s'adonnait à l'étude des mathématiques.

## Une première bibliothèque publique à Saulieu
Claude Sallier avait une idée avancée pour l’époque : mettre la culture à la portée de tous. De 1737 à 1750, il fit parvenir à la ville de Saulieu des caisses de livres qui constituèrent ainsi une des premières bibliothèques publiques de France.